# Гранітне (Казахстан)
Грані́тне (каз. Гранитное) — село у складі Жанасемейського району Абайської області Казахстану. Входить до складу Прирічного сільського округу.
Населення — 248 осіб (2021; 298 у 2009, 262 у 1999, 418 у 1989).
Національний склад станом на 1989 рік:
- росіяни — 47 %
- казахи — 38 %